# 19008 Kristibutler
19008 Kristibutler è un asteroide della fascia principale. Scoperto nel 2000, presenta un'orbita caratterizzata da un semiasse maggiore pari a 2,9061236 UA e da un'eccentricità di 0,0530929, inclinata di 2,85135° rispetto all'eclittica.